# Andalús Sulci
Gli Andalús Sulci sono una struttura geologica della superficie di Encelado.